# Чемпіонат України з футзалу серед жінок 2005—2006
Чемпіонат України з футзалу серед жінок 2005—2006 — 12-й чемпіонат України, в якому переможцем став луганський «Інтерпласт».

## Учасники
Порівняно з попереднім чемпіонатом команд стало менше, а саме 9. Була представлена північна, центральна, східна і західна Україна.
| - «Александрія» (Київ) - «Біличанка» (смт. Коцюбинське, Київська область) - «Інтерпласт» (Луганськ) - «Спартак» (Івано-Франківськ) - «Мінора» (Черкаси) | - «Ніка-Педуніверситет» (Полтава) - «НУХТ» (Київ) - «Планета» (Київ) - «СоцТех» (Київ) |

## Регіональний розподіл
| Регіон                    | Кіл-ть команд | Команди                            |
| ------------------------- | ------------- | ---------------------------------- |
| Київ                      | 4             | СоцТех, Планета, НУХТ, Александрія |
| Івано-Франківська область | 1             | Спартак                            |
| Київська область          | 1             | Біличанка                          |
| Луганська область         | 1             | Інтерпласт                         |
| Полтавська область        | 1             | Ніка-Педуніверситет                |
| Черкаська область         | 1             | Мінора                             |

## Підсумкова таблиця
| М | Команда                       |
| - | ----------------------------- |
| 1 | «Інтерпласт» Луганськ         |
| 2 | «Ніка-Педуніверситет» Полтава |
| 3 | «СоцТех» Київ                 |
| 4 | «Біличанка» Коцюбинське       |
| ? | «Спартак» Івано-Франківськ    |
| ? | «Планета» Київ                |
| ? | «НУХТ» Київ                   |
| ? | «Мінора» Черкаси              |
| ? | «Александрія» Київ            |